# Скаркішкі
Скаркішкі (пол. Skarkiszki) — село в Польщі, у гміні Пунськ Сейненського повіту Підляського воєводства.
Населення — 114 осіб (2011).
У 1975-1998 роках село належало до Сувальського воєводства.

## Демографія
Демографічна структура станом на 31 березня 2011 року:
|          | Загалом | Допрацездатний вік | Працездатний вік | Постпрацездатний вік |
| -------- | ------- | ------------------ | ---------------- | -------------------- |
| Чоловіки | 53      | 15                 | 33               | 5                    |
| Жінки    | 61      | 17                 | 31               | 13                   |
| Разом    | 114     | 32                 | 64               | 18                   |